# Saint-Paul-de-Châteauguay
Saint-Paul-de-Châteauguay est une ancienne municipalité de paroisse du Québec (Canada). Elle est nommée en l'honneur de Paul de Tarse et de la rivière Châteauguay.
Le 8 septembre 1999, cette municipalité de paroisse a été fusionnée avec le village de Sainte-Martine qu'elle enclavait. Le résultat de la fusion a reçu le nom de Sainte-Martine.
Les municipalités limitrophes sont les mêmes que celles avoisinant l'actuel Sainte-Martine, soit Châteauguay au nord, Mercier au nord-est, Saint-Urbain-Premier au sud-est, Beauharnois au nord-est, Saint-Étienne-de-Beauharnois à l'ouest et Très-Saint-Sacrement au sud-ouest.